# Gerres oyena
Gerres oyena és una espècie de peix pertanyent a la família dels gerrèids.

## Descripció
- Fa 30 cm de llargària màxima (normalment, en fa 20).[3][4][5]

## Alimentació
Menja els petits organismes que viuen als fons sorrencs.

## Hàbitat
És un peix marí, de clima tropical (32°N-24°S) i associat als esculls que viu fins als 20 m de fondària.

## Distribució geogràfica
Es troba des del mar Roig, el golf Pèrsic i l'Àfrica oriental fins a les costes sud-orientals de l'Índia, Sri Lanka i el Pacífic occidental.

## Ús comercial
És venut fresc als mercats i, a més, és emprat per a fer farina de peix i com a menjar per a ànecs.

## Observacions
És inofensiu per als humans.